# Psychoville
Psychoville fue una serie de televisión inglesa, de humor negro, escrita y protagonizada por Reece Shearsmith y Steve Pemberton, que se emitía por el canal BBC Two desde el 18 de junio de 2009 hasta el 6 de junio de 2011. La ficción contó con 14 capítulos en sus dos temporadas siendo distribuidos por siete episodios en la primera entrega y seis en la segunda; además, incluyó un especial de Halloween, emitido la noche del 31 de octubre de 2010. El final de la serie se produjo porque Shearsmith había anunciado, de manera oficial, que no habría una tercera temporada.
También fue emitida en TVC (Televisió de Catalunya), en su canal 3XL, antes de ser intervenido el año 2012, y doblada al catalán por actores de doblaje como Marc Zanni.

## Argumento
La serie gira en torno a cinco personajes diferentes de todas partes de Inglaterra: David Sowerbutts (interpretado por Pemberton), un hombre-niño asesino en serie obsesionado, que aún vive con su madre Maureen (Shearsmith); el Sr. Jelly (Shearsmith), un amargado con una sola mano que se dedica a entretener niños; Oscar Lomax (Pemberton), un millonario ciego que colecciona animales de peluche; Joy Aston (French), una comadrona que trata a un muñeco de prácticas como si fuera su hijo real; y Robert Greenspan (Tompkins), un panto enano enamorado de su Blancanieves, que cree que tiene el poder de la telequinesis. Los cinco están conectados por un misterioso chantajista que les ha enviado una carta a cada uno con el mensaje: «Sé lo que hiciste...». La serie recibió el nombre del título dado a The League of Gentlemen, cuando la serie fue vendida en Japón y Corea.

## Reparto
- Eileen Atkins: Nurse Kenchington.
- Elizabeth Berrington: Nicola.
- Christopher Biggins: lui-même.
- Debbie Chazen: Kelly Su Crabtree.
- Dawn French: Joy Aston.
- Mark Gatiss: Jason Griffin.
- Daisy Haggard: Daisy Hart.
- Lisa Hammond:  Kerry Cushing.
- Daniel Kaluuya: Michael Fry (surnommé Tealeaf).
- Alison Lintott: Chelsea Crabtree.
- Steve Pemberton: George Aston/Oscar Lomax/David Sowerbutts / Hattie.
- Adrian Scarborough: Mister Jolly/Dr Stuart Strachen.
- Reece Shearsmith: Brian MacMillan/Mister Jelly/Maureen Sowerbutts/Jeremy Goode.
- Jason Tompkins: Robert Greenspan.

## Producción
El rodaje de la serie se hizo por los alrededores de Londres en el mes de octubre de 2008, con el motivo de poder emitirse en el siguiente curso. En mayo de 2009 se confirmó que Psychoville comenzaría el 11 de junio, aunque más tarde fue reprogramada para una semana después, el 18 de junio. Para promover la puesta en marcha de la serie, la agencia digital Ralph & Co creó un vídeo personalizable, que permitía a los usuarios trasmitir a sus amigos los secretos más oscuros de una valla publicitaria digital de Piccadilly Circus en Londres.

## Premios y nominaciones
- En 2009 fue galardonada con el Premio British Comedy en la categoría de «Mejor nueva comedia de televisión británica - Best New British TV Comedy», y en 2011 en la de «Mejor drama cómico - Best Comedy Drama».[14][15]